# Panaspis namibiana
Panaspis namibiana (змієокий сцинк намібійський) — вид сцинкоподібних ящірок родини сцинкових (Scincidae). Ендемік Намібії. Описаний у 2018 році.

## Поширення і екологія
Намібійські змієокі сцинки мешкають на північному заході Намібії. Вони живуть в лісистих саванах, серед опалого листя у підніжжя скель, на висоті від 650 до 1600 м над рівнем моря. Ведуть наземний, денний спосіб життя.